# Samedan
Samedan (do 1943 Samaden) – miejscowość i gmina w południowo-wschodniej Szwajcarii, w kantonie Gryzonia, siedziba administracyjna regionu Maloja. Leży ok. 8 km na północ od Sankt Moritz, w dolinie Engadyny, nad rzeką Inn, na wysokości 1 695 m n.p.m. Powierzchnia gminy wynosi 113,79 km² i składa się z dwóch rozłącznych obszarów rozdzielonych terytorium należącym do gminy Pontresina. Miejscowość turystyczna i wypoczynkowa o rozbudowanej bazie hotelowej dla turystów wędrujących w Alpy latem, jak i uprawiających sporty zimowe.

## Demografia
W Samedan mieszkają 2 923 osoby. W 2020 roku 22,9% populacji gminy stanowiły osoby urodzone poza Szwajcarią. Większość ludności posługuje się niemieckim (61,45%), poza tym językiem retoromańskim (16,65%) i włoskim (14,92%).

## Transport
Przez teren gminy przebiega droga główna nr 27.
Znajduje się tutaj najwyżej położone pasażerskie lotnisko w Europie - Port lotniczy Samedan (1 707 m n.p.m.). Dociera tu także linia kolejowa Rhätische Bahn.

## Osoby

### urodzone w Samedan
- Selina Gasparin - biathlonistka
- Michelle Gisin - narciarka alpejska

## Galeria

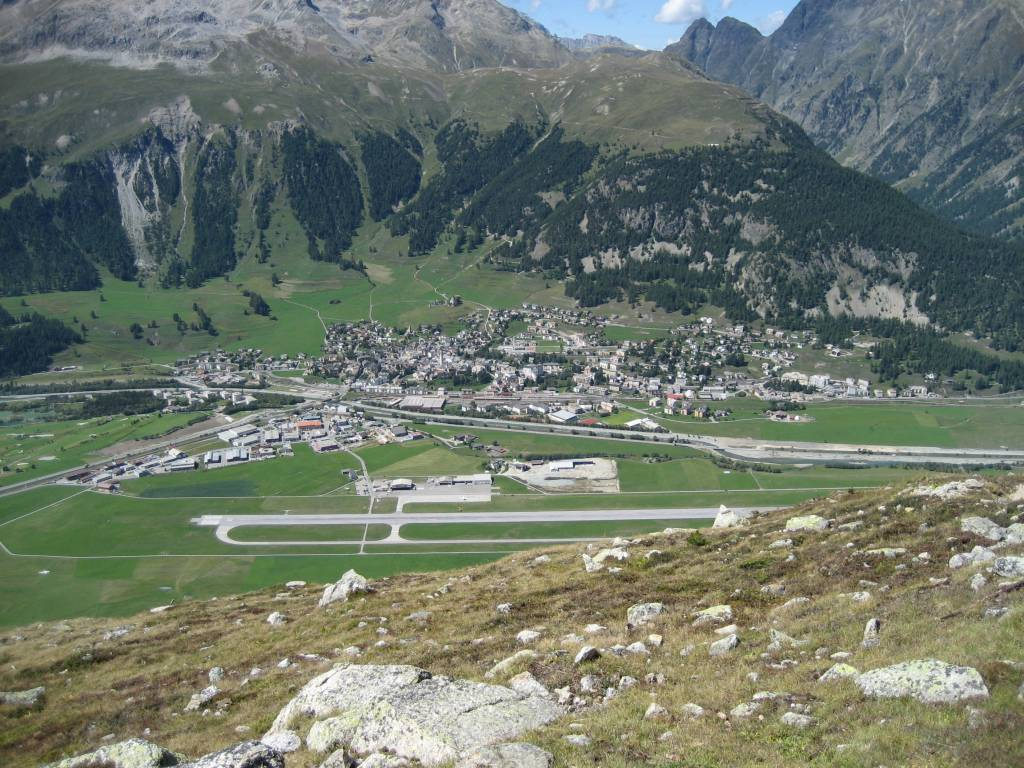
Port lotniczy Samedan
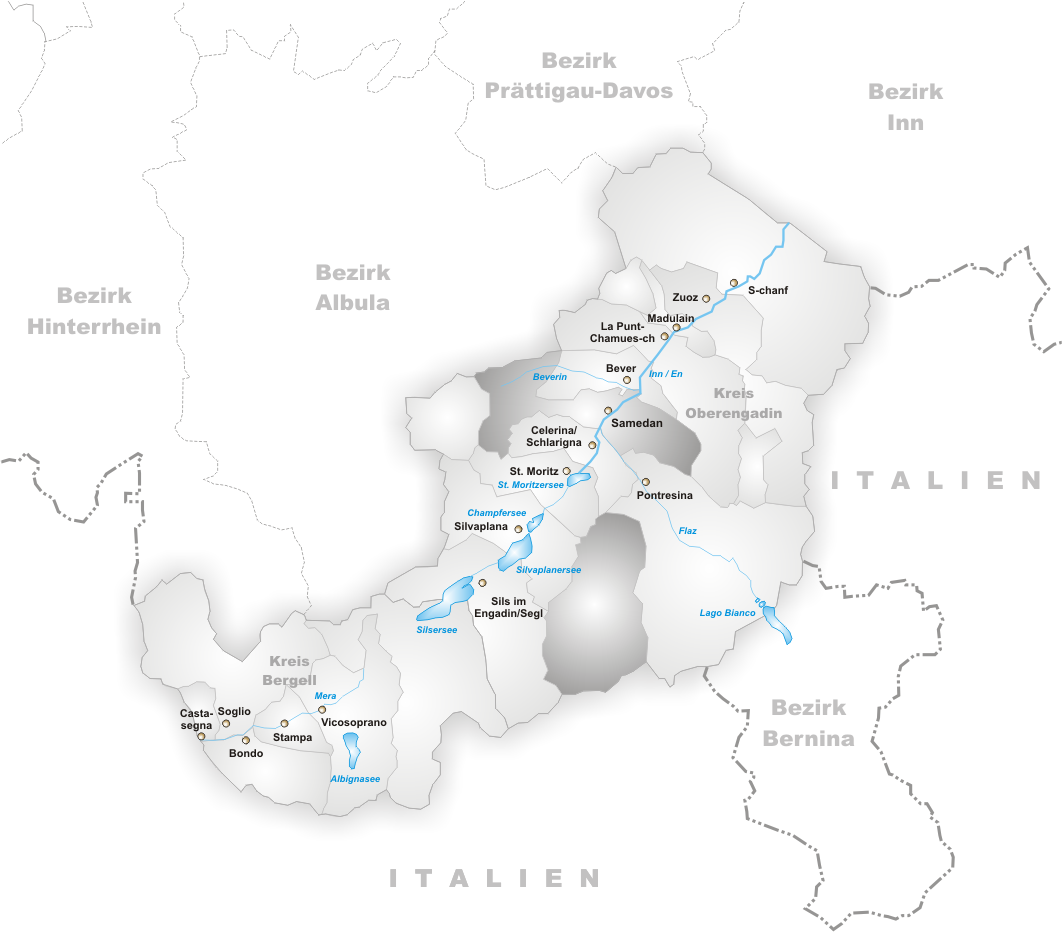
Miejscowość Samedan w regionie Maloja
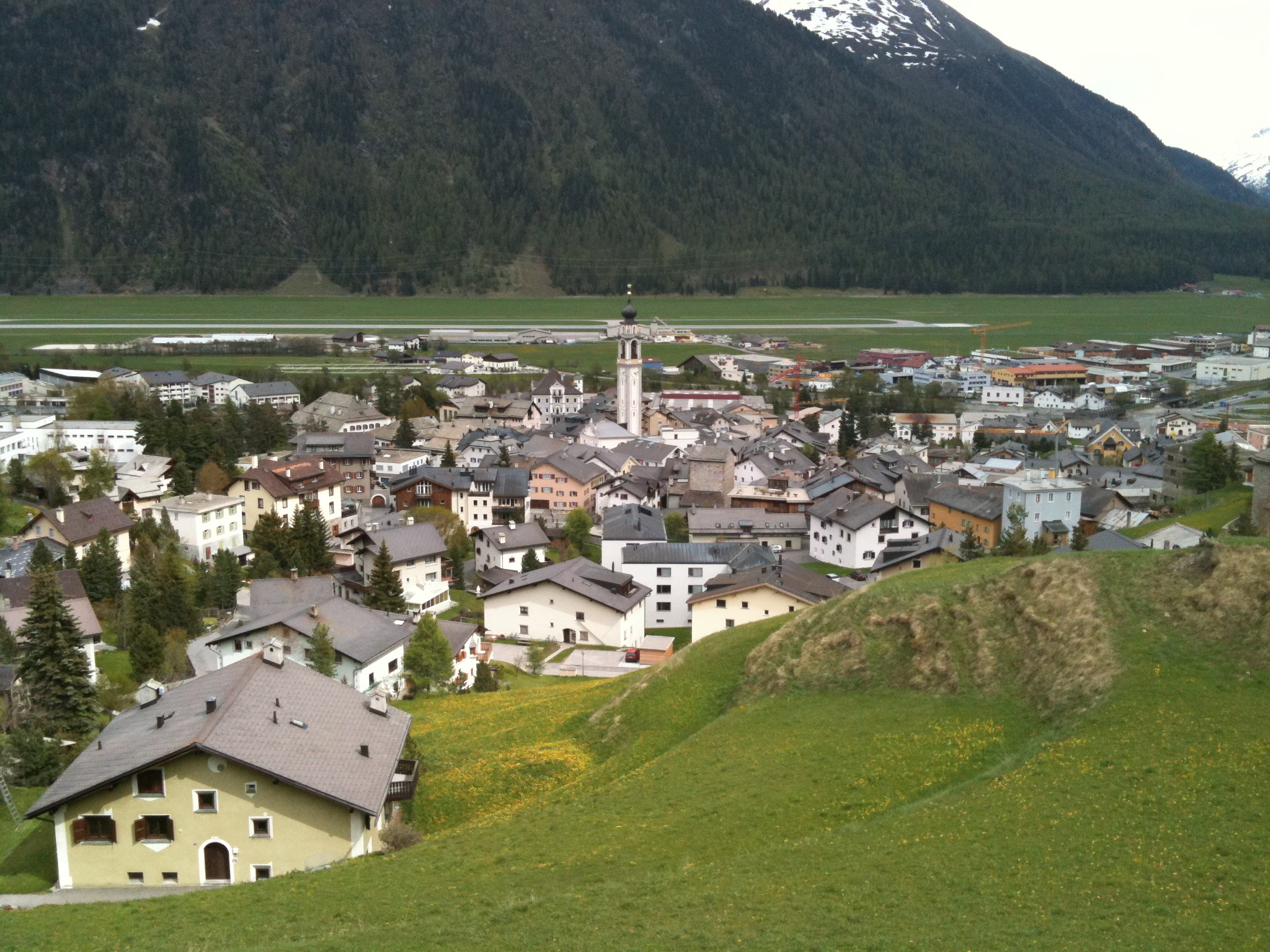
Samedan
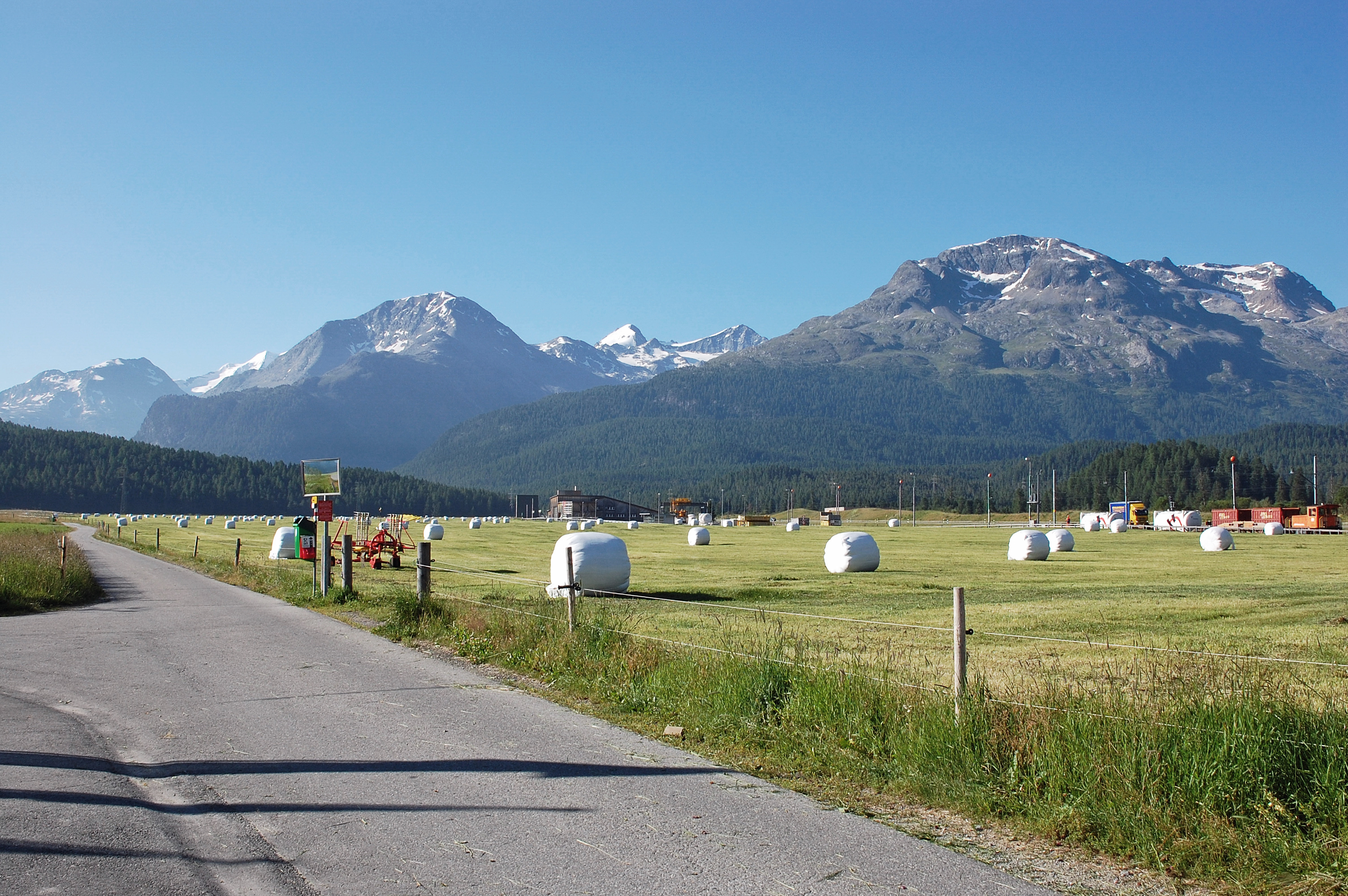
Widok z Samedan w kierunku Pontresiny